# Carretera Estatal de Idaho 200
La Carretera Estatal de Idaho 200, y abreviada SH 200 (en inglés: Idaho State Highway 200) es una carretera estatal estadounidense ubicada en el estado de Idaho. La carretera inicia en el sur desde la US 2  , US 93   en Ponderay hacia el norte en la MT 200  cerca de Clark Fork. La carretera tiene una longitud de 53,7 km (33.348 mi).

## Mantenimiento
Al igual que las autopistas interestatales, y las rutas federales y el resto de carreteras estatales, la Carretera Estatal de Idaho 200 es administrada y mantenida por el Departamento de Transporte de Idaho por sus siglas en inglés ITD.